# Central (departement)

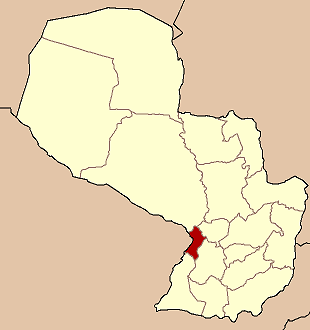
Departementets läge.

Departementets flagga.

Departementet Central (Departamento Central) är ett av Paraguays 17 departement.

## Geografi
Central har en yta på cirka 2 465 km² med cirka 1, 300 000 invånare. Befolkningstätheten är 527 invånare/km². Departementet ligger i Región Oriental (Östra regionen).
Huvudorten är Areguá med cirka 10 000 invånare.

## Förvaltning
Distriktet förvaltas av en Gobernador och har ordningsnummer 11, ISO 3166-2-koden är "PY-11".
Departementet är underdelad i 19 distritos (distrikt):
- Areguá
- Capiatá
- Fernando de la Mora
- Guarambaré
- Itá
- Itauguá
- Juan Augusto Saldívar
- Lambaré
- Limpio
- Luque
- Mariano Roque Alonso
- Ñemby
- Nueva Italia
- San Antonio
- San Lorenzo
- Villa Elisa
- Villeta
- Ypacaraí
- Ypané

Distrikten är sedan underdelade i municipios (kommuner).